# 木谷明
木谷 明（きたに あきら、1937年〈昭和12年〉12月15日 - 2024年〈令和6年〉11月21日）は、日本の弁護士、裁判官。位階勲等は従三位瑞宝重光章。東京高等裁判所部総括判事等を歴任し、退官後に法政大学法科大学院教授を務めた。

## 経歴
囲碁棋士・木谷實九段の次男。神奈川県平塚市に生まれる。女流棋士の小林禮子、アナウンサーの吉田智子は妹。
神奈川県立平塚江南高等学校を経て、東京大学法学部在学中に司法試験に合格し、1961年（昭和36年）に大学を卒業して司法研修所に入所。司法修習を経て、1963年（昭和38年）に判事補任官（東京地裁）。最高裁事務総局刑事局付、最高裁判所調査官、水戸家裁所長、水戸地裁所長などを経て、2000年（平成12年）5月に東京高裁部総括判事を最後に依願退官。同年6月、公証人（霞ヶ関公証役場）となる。2004年（平成16年）から2012年（平成24年）まで法政大学法科大学院教授を務め、2012年（平成24年）より弁護士。2008年秋の叙勲で、瑞宝重光章を受章した。
刑事裁判の有罪判決が99.9%以上を占めると言われる日本の裁判所にあって、珍しく無罪判決を書くことに積極的だった裁判官として知られ、現役中に30件以上の無罪判決を確定させた実績を持つ。彼は、日本の裁判官のほとんどが検察の言いなりに動いて有罪判決ばかりを書き、多数の冤罪判決を生み出し続けていると批判される現状について、「私はかなり多くの無罪判決を出しましたが、1件だけしか控訴されませんでした。でも、無罪判決にはたいてい検察官が控訴します。控訴されると無罪判決が破棄されることが多いのも事実です。控訴されない無罪判決を書くには技術が要ります。いろいろな事件で苦労してはじめて一人前の裁判官になると思うのですが、無罪判決を書く苦労をしていない裁判官が多いのは残念なことです。その結果、検察に物申すような裁判官が私の現役時代と比べて減ってしまいました。皆さん天下の大秀才なのでしょうが、腹の据わった裁判官はどこにいってしまったのでしょうね。この国の刑事司法の先行きが本当に心配です。」と苦言を呈している。
1997年（平成9年）の東電OL殺人事件の一審で無罪となったネパール国籍の被告人に対する検察側の勾留請求に対し、職権発動をしない旨を決定する。著書の『刑事裁判の心―事実認定適正化の方策』は周防正行が映画作りの参考本にし、映画『それでもボクはやってない』の前半部に出てくる人権派の裁判官は、木谷がモデルである。
2024年（令和6年）11月21日10時42分、急性心筋梗塞のため、東京都三鷹市の病院で死去した。86歳没。死没日付をもって従三位に叙された。

## 最高裁判所調査官として担当した裁判
最高裁判所調査官時代に木谷が担当し判例百選に掲載された7つの裁判は次のとおり。
- S54.7.31 刑罰法規の解釈（鳥獣保護及狩猟ニ関スル法律違反被告事件）

1. 関連：判例百選 刑法I [第7版] 1事件

- S55.1.28 わいせつ概念の再構築（「四畳半襖の下張り」事件）

1. 判例百選 憲法I [第6版] 58事件

- S55.10.30 自動車の一時使用と不法領得の意思

1. 判例百選 刑法II [第7版] 32事件

- S56.4.16 公共の利害に関する事実の意義（月刊ペン事件）

1. 判例百選 刑法II [第7版] 20事件
2. 判例百選 憲法I [第6版] 69事件

- S57.7.16 共同正犯と幇助犯

1. 判例百選 刑法I [第7版] 77事件

- S57.11.16 道交法による集団行進の規制

1. 判例百選 憲法I [第6版] 90事件

- S58.12.13 控訴審における謀議の認定手続きに不意打ちの違法があるとされた事例（よど号ハイジャック事件）

1. 関連：判例百選 憲法I [第6版] 16事件

その他、1983年の柏の少女殺し事件再抗告審においては、木谷は「保護処分不取消決定に対しても一定限度で上訴を認めるべき」とするまったく新たな法解釈を示した報告書を提出し、それに基づいて最高裁は原決定の取消差戻しを決定している。

## 主著
- 『刑事裁判の心―事実認定適正化の方策』（新版、法律文化社、2004年） ISBN 978-4589027641
- 『事実認定の適正化―続・刑事裁判の心』（初版、法律文化社、2005年） ISBN 9784589028549
- 『刑事事実認定の基本問題』（初版、成文堂、2008年） ISBN 9784792317881
- 『刑事裁判のいのち』（法律文化社、2013年） ISBN 978-4589035387
- 『「無罪」を見抜く－裁判官・木谷明の生き方』（岩波書店、2020年） ISBN 978-4006033200
- 『違法捜査と冤罪 捜査官! その行為は違法です。』（日本評論社、2021年） ISBN 978-4535525870

## その他

### ドキュメンタリー
- こころの時代「それでも、信じる 負け続ける元裁判官」（2021年9月12日、NHK Eテレ）[11]